# Sergio Matabuena
Sergio Matabuena Delgado est un footballeur espagnol né le 12 février 1979 à Santander, qui évolue au poste de milieu de terrain.

## Carrière
- 2002-2007 :  Racing Santander
- 2007-jan. 2011 :  Real Sporting de Gijón
- jan. 2011-2012 :  Real Valladolid[1],[2]